# Melitaea marginimaculata
Melitaea marginimaculata är en fjärilsart som beskrevs av Kautz 1923. Melitaea marginimaculata ingår i släktet Melitaea och familjen praktfjärilar. Inga underarter finns listade i Catalogue of Life.